# Фазаны
Фаза́ны (Phasianus) — номинативный род трибы Phasianini подсемейства Phasianinae и семейства Phasianidae отряда курообразных.

## Происхождение названия
Фазаны получили своё имя от имени города Фазис; по преданию, уже аргонавты привезли их с собою в Европу. В древности Фазис был одним из городов Грузинского царства Колхида, на южном берегу реки Фазис На месте древнего Фазиса находится теперешний город Поти.

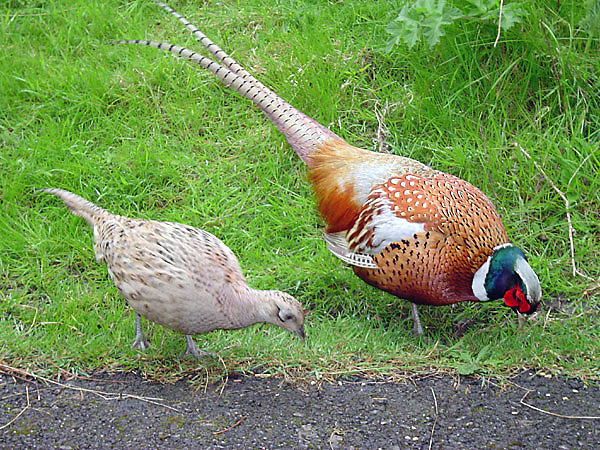
Самец и самка обыкновенного фазана: яркий пример полового диморфизма

## Внешний вид
На голове, в отличие от остальных родов фазанов, остаётся неоперённым лишь кольцо вокруг глаз.
Длина тела до 86 см, весят до 1,7—2,0 кг. Характеризуются половым диморфизмом: самцы крупнее и ярко окрашены, с металлическим блеском на перьях, самки — серо-песочные.

## Образ жизни
По образу жизни представители рода в общих чертах сходны между собой (см. описание образа жизни обыкновенного фазана). В выведении птенцов принимают участие только самки.
Живут в полях, также в речных камышовых долинах, лесах с подлеском и на кустарниковых участках.
Едят моллюсков, червей, пауков, мокриц, муравьёв, жуков, цикад, кобылок, улиток, некрупных мышей, змеек, ящериц и проч.

## Распространение
Представители рода живут стадами в лесах и кустарниках и распространены от Передней и Центральной Азии на западе до Китая и Японии на востоке. Завезены и акклиматизированы в ряде мест Европы и Северной Америки.

## Классификация
Род включает два вида:
- Обыкновенный фазан (Phasianus colchicus) — 30 подвидов.
- Зелёный фазан (Phasianus versicolor) — 4 подвида.